# Ráksasa
En el marco del hinduismo y el budismo, un ráksasa es un tipo de ser demoníaco.

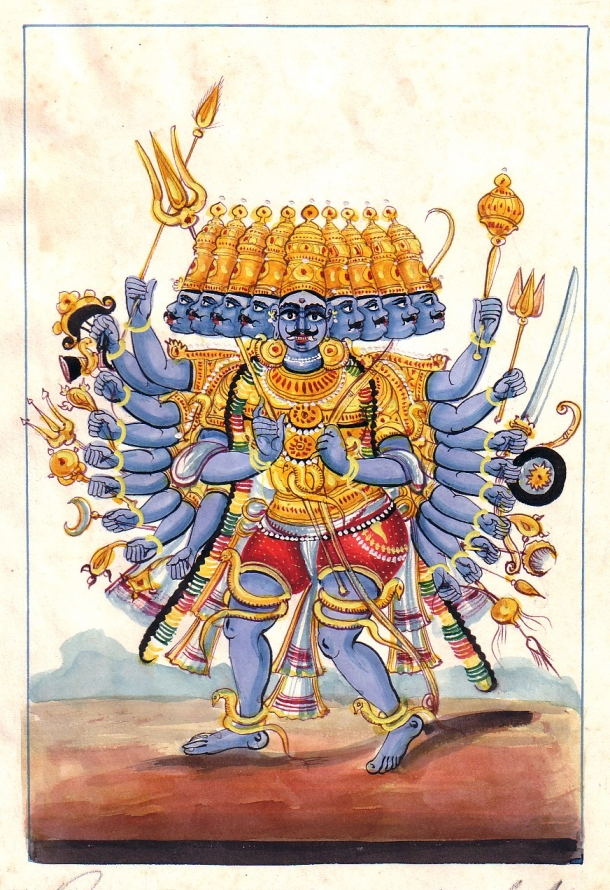
Imagen del raksasa Rávana, rey de Lanka.

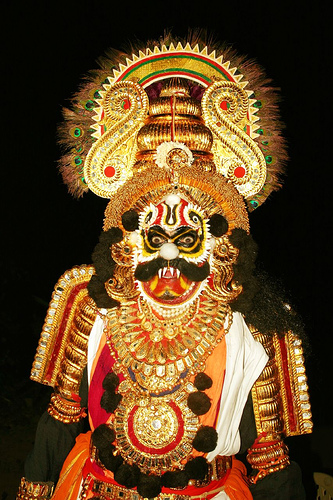
Un ráksasa representado en iaksá-gana (el arte popular de Karnataka).

Escultura Rakshasa en Candi Sewu en Yogyakarta. Uno de los grandes demonios de piedra rakshasa que protegían el templo de los malos espíritus

## Etimología
- rākṣasa, en el sistema AITS (alfabeto internacional de transliteración de la escritura devanagari).[1]
- राक्षसः, en escritura devánagari.
- Pronunciación: /rákshasa/.
- राक्षस् (rákshas) en idioma hindí
- raksasa, en idioma malayo
- rakshosh, en idioma bengalí.
- 羅刹天 (rasetsuten), en idioma japonés
- Etimología: proviene de la palabra rákṣas:
  - ráksas: que guarda, que vigila (como en pathi-rákshas).[2]
  - ráksas: cualquier cosa contra la que hay que cuidarse, daño, herida. Según el Rig-veda (el texto más antiguo de la literatura de la India, de mediados del II milenio a. C.).[2]
  - ráksas: un demonio o ser maligno, un rākṣasa, según el Rig-veda.[2]
    - en el Visnú-purana se lo identifica con Níriti o Náiritá.[2]
    - En el Rig-veda y el Átharva-veda, también aparece como raksás.[2]

  - rákṣas (plural): nombre de una tribu belicosa, como los parshu.[2]
  - Raksho Gana Bhojana (comida de la banda de monstruos): nombre de un infierno, en el que los humanos son comidos por ráksasas. Según el Bhágavata-purana (siglo XI d. C.).
- El término rākṣas es de alguna manera antónimo de la raíz raksh (‘protector’, seguro).
- El femenino es rākṣasī (‘demonia’).
- Una demonia que adopta forma humana se llama manushia ráksasi.[3]

Los ráksasas eran caníbales devoradores de hombres (nri-chaksas o kraviad).
Los arios supuestamente sostenían una continua guerra contra los ráksasas.
Sin embargo, en el Ramaiana (siglo III a. C.), el líder ráksasa Rávana se describe a sí mismo como «ministro de los arios».
El texto épico Ramaiana los describe como creados de los pies del dios Brahmá de cuatro cabezas, sin embargo son indistintamente conocidos como descendientes de Pulastia, de Khasa, o de la diosa Níriti y Nirita.
El señor Brahmá les entregó dones especiales a ráksasas como Vibhishan, Jirania Kashipu y Jirania Aksa, que eran sus devotos.
Muchos ráksasas habrían sido hombres perversos en previas reencarnaciones.
Los ráksasas son conocidos por perturbar los sacrificios, profanar tumbas, hostigar sacerdotes, por posesión humana, y actos similares. Sus uñas son venenosas y se alimentan de carne humana y comida podrida.
Cambian de forma y realizan hechizos, y frecuentemente aparecen en forma de humanos y grandes aves.
El antropoide Jánuman, devoto del rey Rama, al llegar a la isla de Lanka donde Rávana reinaba, pudo observar que los ráksasas podían tomar cualquier forma imaginable.
Aparte de Rávana, también es conocido el ráksasa Nairitia que es relacionado con el Sur.

## Ráksasas en el folclor hinduista

### Ráksasas que pelearon en la batalla de Lanka

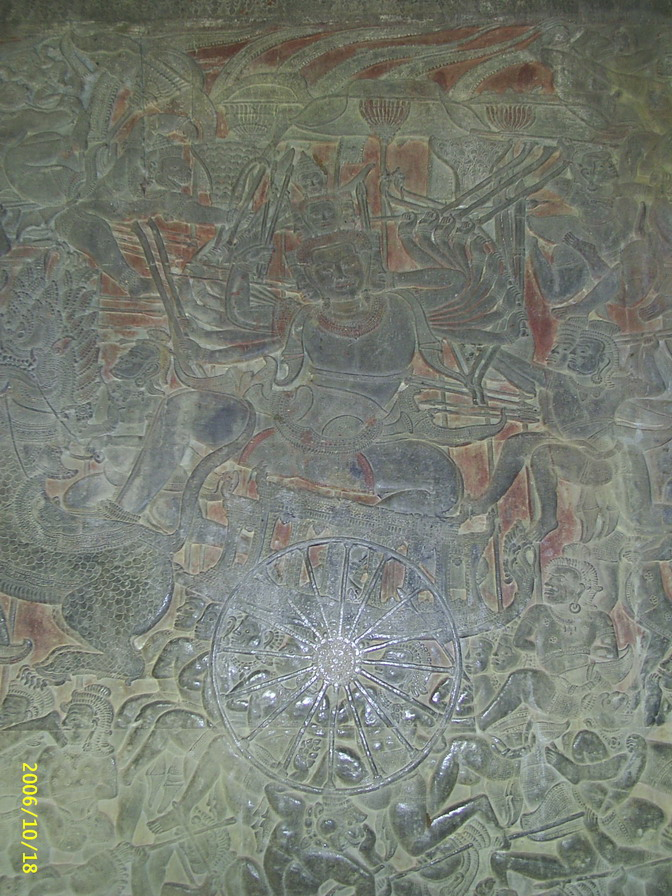
Un bajorrelieve en Angkor Wat (Camboya) representa a Rávana peleando en la batalla de Lanka, el clímax del Ramaiana.

La batalla de Lanka enfrentó a un ejército de ráksasas (dirigidos por Rávana) contra un ejército de monos vanaras (dirigidos por el dios Rāma y el mono Sugriva).
- Rávana, un ráksasa de diez cabezas, era el rey de los ráksasas y el enemigo mortal del rey-dios Rāma, el héroe del Ramaiana. En el Majábharata[4] el sabio Markandeia cuenta la historia de cómo Rávana secuestró a Sītā (la esposa de Rāma) y la encerró en su palacio en Lanka, y cómo Rāma, ayudado por Sugriva (el rey de los monos) y su ejército sitiaron Lanka, mataron a Rávana y rescataron a Sita.
- Vibhishana, el hermano menor de Rávana, era un raro ráksasa de buen corazón; era bello, piadoso y asiduo en su observancia religiosa. Cuando Brahmá le ofreció una bendición, él pidió no desviarse nunca del sendero de la rectitud, y ser iluminado siempre por el conocimiento divino.[5] Vibhishana se unió a al rey Rāma en la campaña de este contra Rávana, y ayudó al ejército de Rāma a cruzar el estrecho hasta Lanka.[6] Cuando varios ráksasas se infiltrataron en el campo de Rāma, Vibhishana hizo que se volvieran visibles, y los monos de Rāma los liquidaron.[7] Después de la victoria final de Rāma sobre Rávana, el infiel Vibhishana fue puesto en el trono de Lanka.[8]
- Kumbhá Karna (‘orejas [como] ollas’) era otro hermano de Rávana. Era un terrible y gigantesco guerrero y famoso mago lleno de trucos ilusorios, pero se pasó durmiendo durante toda la batalla de Lanka (Mucho tiempo atrás había pedido una bendición al dios Brahmā, pero Sárasuati (hija-esposa de Brahmá, y la diosa de la inteligencia) —previendo que este ya invencible demonio se volvería el rey del universo— confundieron su lengua, y el inmenso ráksasa pidió entonces poder dormir para siempre. Rávana consiguió finalmente que le fuera conmutada parcialmente la maldición, y despertar un solo día cada seis meses. Cuando finalmente los ráksasas lograron despertarlo (haciendo sonar miles de tambores y timbales, y haciendo caminar decenas de elefantes sobre el monstruo-montaña), Kumbhá Karna comenzó a matar monos. Cuando el rey mono Sugriva lo atacó, Kumbhá Karna lo tomó entre sus dedos y quiso aplastarlo. Entonces el dios Rāma y su hermano Láksmana le dispararon flechas y finalmente el arma secreta brahmastra (arma de Brahmá) y lo mataron. Kumbhákarna cayó como un árbol golpeado por un rayo.[9]

### Ráksasas boscosos asesinados por Bhima
El héroe Pándava Bhīma fue el némesis de los ráksasas que se comían a los viajeros y que aterrorizaban los asentamientos humanos.
- Jidimba era un ráksasa caníbal que fue matado por Bhīma. El Majábharata lo describe como un cruel caníbal con largos y afilados dientes y fuerza prodigiosa. Cuando Jidimba vio a los Pándavas durmiendo en el bosque, decidió comerlos. Cometió el error de enviar primero a su hermana epónima Jidimbi para reconocer la situación. Pero la monstrua se enamoró del robusto Bhīma, y terminó avisándoles de la emboscada. Furioso, Jidimba dijo que no solo mataría a los Pándavas sino también a su hermana. Pero el heroico Bhima lo derrotó en un duelo y lo mató.[10]
- Bakasura era un ráksasa caníbal del bosque, que aterrorizaba a las aldeas cercanas exigiéndoles entregar regulares de víveres (que tenían que incluir algunas víctimas humanas, elegidas al azar por los pobladores). Los Pándavas llegaron a vivir en esa área y se alojaron en casa de un bráhmana local, cuya familia fue elegida para alimento de Baka. Mientras el bráhmana decidía con su familia cuál de ellos se ofrecería, el violento Bhīma se ofreció voluntario a entregarse a Baka. Bhima fue al bosque con un carro lleno de comida. Allí esperó al monstruo y consumió el contenido del carro. Cuando el monstruo se presentó y vio el insulto de Bhima, lo atacó. Luego de una lucha feroz, Bhima le rompió la columna al ráksasa. Los pobladores estaban asombrados y agradecidos con los Pándavas, y los ráksasas de la zona pidieron misericordia. Bhima aceptó no matarlos a todos si abandonaban para siempre el canibalismo. Los ráksasas aceptaron la propuesta y pronto adquirieron la reputación de convivir pacíficamente con los seres humanos.[11]
- Kirmira, el hermano de Bakasura, era un caníbal e ilusionista. Atacaba a los que viajaban por el bosque de Kamiaka y los comía. Como su hermano, Kirmirasura cometió el error de pelear contra el héroe Pándava Bhīma, que lo mató con las manos desnudas.[12]
- Yata Asura era un ráksasa tramposo, que —disfrazado de bráhmana— intentó robar las divinas armas de los Pándavas y violar a Draupadī (la esposa de los cinco). Bhima llegó a tiempo y lo mató en un duelo.[13] El hijo de Yatasura era Alamvusha, que en Kuruksetra pelearía del lado de los Kauravas.

### Ráksasas que pelearon en la batalla de Kuruksetra
Varios héroes ráksasas lucharon en ambos lados de la batalla de Kuruksetra.
- Gatotkacha, peleó del lado de los Pándavas, era hijo de Bhīma y la ráksasi Jidimbi, la hermana del demonio Jidimba, que fue matado por Bhima. Realizó muchos actos heroicos y peleó numerosos duelos personales con varios grandes guerreros, incluido el rey Bhagadatta (montado sobre un elefante), el ráksasa Alamvusha y Aswatthaman (el hijo de Drona). Gatotkacha fue matado por el héroe humano Karna (hermano ignoto de los Pándavas). Debido a la destreza y valentía de Gatotkacha, Karna tuvo que utilizar un arma secreta infalible (que solo se podía utilizar una vez), con la que él hubiera podido matar al único rival que se encontraba a la altura de él: el pándava Aryuna. Cuando Aryuna mató a Karna en la batalla, fue en parte gracias al sacrificio de su sobrino Gatotkacha, ya que Karna había gastado su arma secreta anteriormente.[14]
- Alamvusha (hijo del ráksasa Yatasura) era un ráksasa experto en lucha tanto con armas convencionales como con poderes ilusorios. De acuerdo con el Majabhárata, peleó del lado de los Kauravas. Aryuna lo derrotó en un duelo,[15] como lo hizo también Abhimanyu, el hijo de Aryuna.[16] Sin embargo, Alamvusha pudo matar a Iravat, el hijo que Aryuna había tenido con una princesa naga, cuando el ráksasa utilizó sus poderes mágicos para tomar la forma del ave Garudá. Alamvusha fue también derrotado por el pándava Bhīma,[17] y fue matado por el antes mencionado ráksasa Gatotkacha.[18]

## Representaciones artísticas y folclóricas de ráksasas

### Representaciones de ráksasas en Angkor (Camboya)

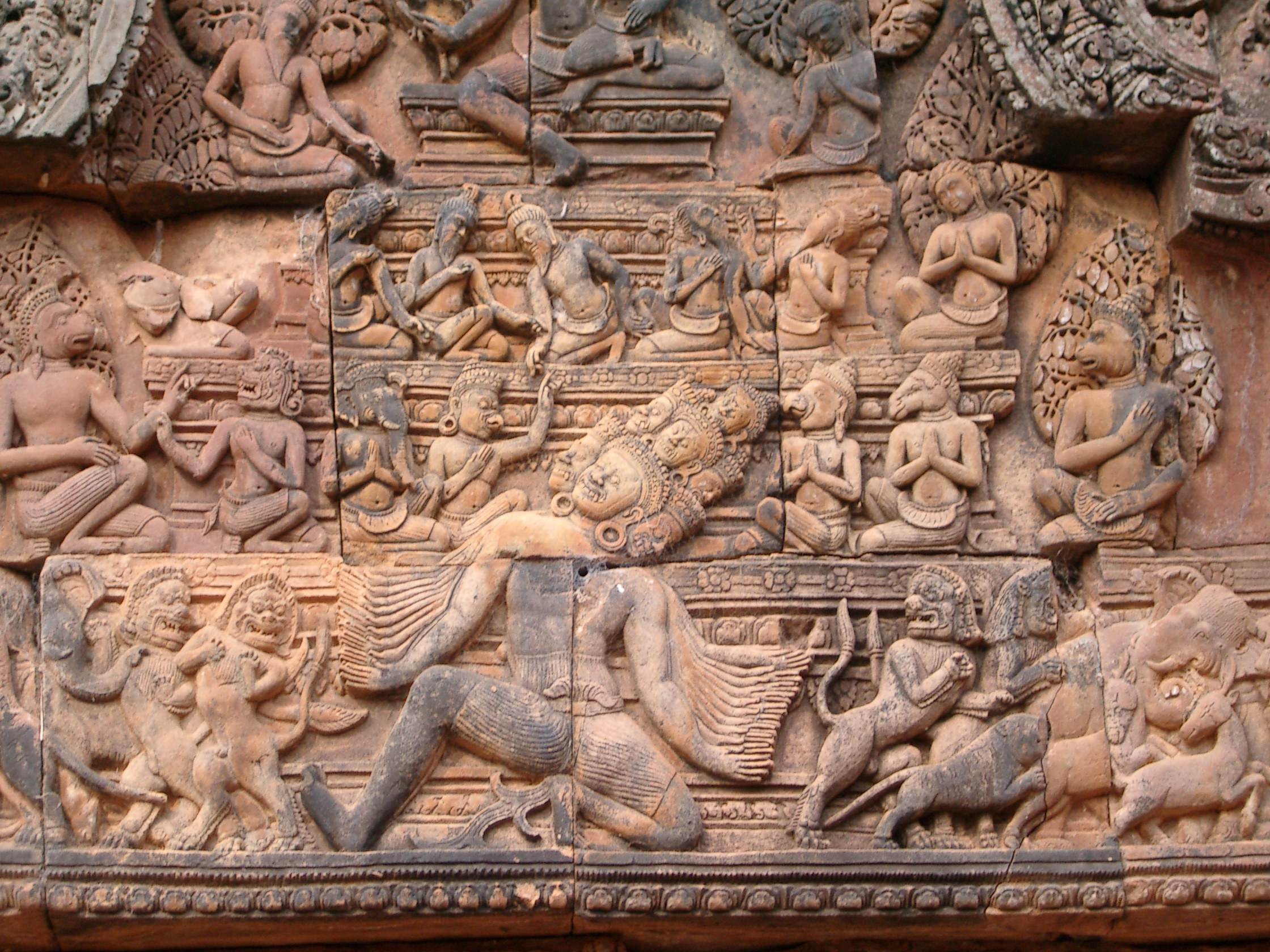
Un bajorrelieve en Banteay Srei (Camboya) muestra al ráksasa Rávana sacudiendo el monte Kailasa (residencia del dios Śivá).

- Los artistas de Angkor (Camboya) frecuentemente pintaban al ráksasa Rávana en esculturas y bajorrelieves de piedra.
  - El «puente naga» en la entrada de Angkor Thom (la ciudad del siglo XII) está flanqueado con grandes estatuas de piedra de los devas y los asuras ocupados en batir el océano de leche. El ráksasa Rávana de diez cabezas se muestra dirigiendo la fila de asuras.[19]
  - Igualmente, un bajo relieve en el mismo templo muestra a Rávana liderando a los asuras que toman la cabeza de la serpiente. Se especula que una de las figuras en la fila de devas que tiran de la cola de la serpiente Vasuki es Vibhishana (el piadoso hermano de Rávana).[20]
  - Un dintel del templo de Banteay Srei (del siglo X) muestra a Rávana sacudiendo el monte Kailasa.[21]
  - Un bajorrelieve de Angkor Wat muestra a Rávana de 20 brazos sacudiendo Kailasa.[22]

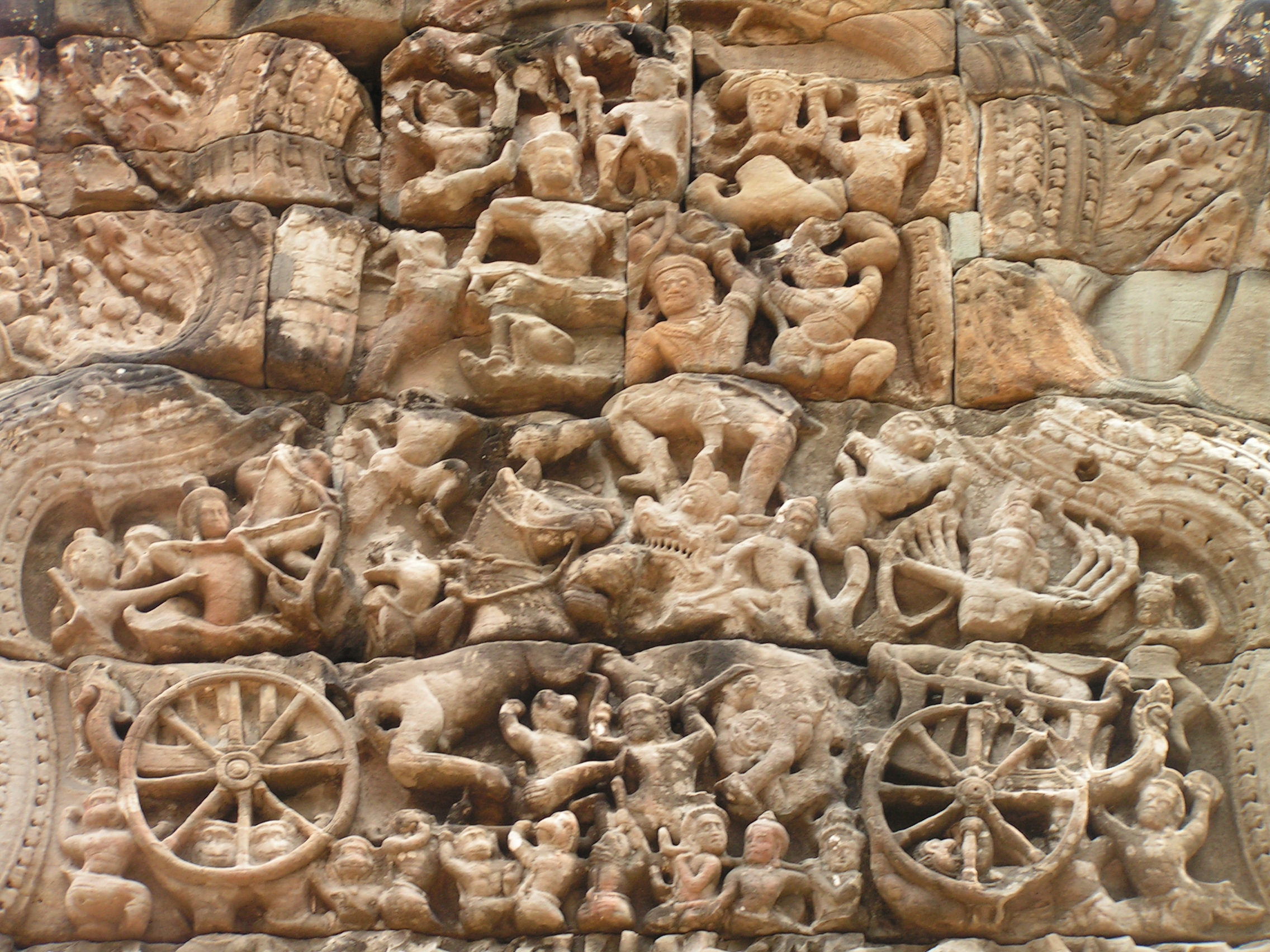
Un bajorrelieve en Preah Khan (Camboya) muestra la batalla de Lanka entre ráksasas y monos.

## Ráksasas en el lenguaje
En indonesio y malayo, ráksasa significa simplemente ‘gigante’ o ‘enorme y fuerte’.
El indonesio y el malayo son dos idiomas muy cercanos, con una significativa influencia del sánscrito.

## Según Monier-Williams
Según el Diccionario sánscrito-inglés, rākṣasa se puede referir a:
- parecido o perteneciente a los rákṣas, demoníaco, infestado de demonios.[23]
- rākṣasa vivāha o rākṣasa dharma o rākṣasa vidhi: una de las ocho formas de casamiento entre seres humanos, en que el novio rapta o viola a una niña después de derrotar o asesinar a su familia.[24]
- un rákṣas o demonio en general, un demonio malvado. Se considera que nacieron del pie del dios Brahmá. Con Rāvaṇa se consideran descendientes de Pulastia, en otras escrituras son hijos de Khasā (o Surasa).
- De acuerdo con algunos se distinguen en 3 clases:
  - unos semidivinos, de naturaleza benevolente y equiparados a los iaksás.
  - otros corresponden a una especie de titanes, eternos enemigos de los dioses.
  - otros son demonios nocturnos, fantasmas, que llenan los cementerios, perturbando los sacrificios e incluso devorando seres humanos. Este tipo es el más mencionado. Su morada principal es Laṅkā. Se los describe completamente en el R. 5.10.17 &c; cf. also IW. 310 RTL. 237) Kaus3. Up. &c[25]
- nombre de un rey de los rákṣas (g. parśv-ādi).
- En el jainismo, una de las ocho clases de Viantaras. L.
- nombre del 30.º mujurta (la «hora» hinduista, de 48 minutos), el último del día, desde las 23.12 hasta las 23:59. L.
- nombre de uno de los yogas astronómicos. Col.
- nombre de un ministro del rey Nanda. Mudr.
- nombre de un poeta. Cat (cf. below).
- nombre del inauspicioso año 49 en el ciclo del planeta Júpiter, de 60 años. VarBr2S.
- nombre de la isla de los rākṣasas (Sri Laṅkā o Ceylon). Buddh.
- nombre de un espíritu maligno que ataca las cuatro esquinas internas de una casa. VarBr2S.
- nombre de una ioguini. Hcat.
- la noche. L.
- nombre de un tipo de planta (chaṇḍā) L.
- diente largo, colmillo. L.